# Acrotrichis discoloroides
Acrotrichis discoloroides är en skalbaggsart som beskrevs av Johnson 1969. Acrotrichis discoloroides ingår i släktet Acrotrichis och familjen fjädervingar. Inga underarter finns listade i Catalogue of Life.